# 高島町站
高島町站（日语：／ Takashimachō eki */?）是一個位於神奈川縣橫濱市西區花咲町七丁目，屬於橫濱市營地下鐵藍線（3號線）的鐵道車站。車站編號是B19。
曾經存在日本國有鐵道（鐵道省的省線）、東京急行電鐵東橫線的高島町站，現在都已全數廢除。
此站周邊地區（港未來地區），被棋2市指定其為「橫濱都心」的其中一個都心。

## 構造

### 橫濱市營地下鐵
島式月台1面2線地底車站。設有月台閘門。

### 月台配置
| 月台 | 路線          | 目的地           |
| ---- | ------------- | ---------------- |
| 1    | 藍線（3號線） | 關內、湘南台方向 |
| 2    | 藍線（3號線） | 橫濱、薊野方向   |

### 日本國有鐵道（廢除）
1914年國鐵開始營運京濱線列車（後來的京濱東北線）之時，在翌年1915年在現在櫻木町站的位置設立（初代）橫濱站，後來移動到高島町（1928年再度移動到現時所在地）為之，列車線的臨時終點站設於「高島町站」。

### 東京急行電鐵（廢除）
2004年，東橫線與港未來線實施直通運行，因而廢除橫濱至櫻木町之間的路段，同時廢除此站。東橫線的舊橫濱站起至舊櫻木町站為止之間的所有設施全部拆去，只剩下月台沒有拆除。
只限各站停車列車停靠。
月台採用島式月台1面2線的高架車站。

#### 月台配置（廢除時）
| 月台 | 路線    | 方向 | 目的地                 |
| ---- | ------- | ---- | ---------------------- |
| 1    | ■東橫線 | 下行 | 往櫻木町               |
| 2    | ■東橫線 | 上行 | 菊名、自由丘、澀谷方向 |

## 利用狀況
- 橫濱市營地下鐵 - 2016年度的1日平均上下車人次為9,054人[乗降データ 1]。

### 各年度1日平均上下車人次（東橫線廢除前）
近年的1日平均上下車人次推移如下表。
| 年度               | 東京急行電鐵       | 東京急行電鐵 | 橫濱市營地下鐵     | 橫濱市營地下鐵 |
| 年度               | 1日平均 上下車人次 | 增長率       | 1日平均 上下車人次 | 增長率         |
| ------------------ | ------------------ | ------------ | ------------------ | -------------- |
| 1999年（平成11年） |                    |              | 6,002              |                |
| 2000年（平成12年） |                    |              | 5,678              | -5.4%          |
| 2001年（平成13年） |                    |              | 5,743              | 1.1%           |
| 2002年（平成14年） | 9,758              |              | 5,779              | 0.6%           |
| 2003年（平成15年） | 9,433              | -3.3%        | 5,922              | 2.5%           |

### 各年度1日平均上下車人次（東橫線廢除後）
| 年度               | 橫濱市營地下鐵     | 橫濱市營地下鐵 |
| 年度               | 1日平均 上下車人次 | 增長率         |
| ------------------ | ------------------ | -------------- |
| 2004年（平成16年） | 6,183              | 4.4%           |
| 2005年（平成17年） | 6,400              | 3.5%           |
| 2006年（平成18年） | 6,716              | 4.9%           |
| 2007年（平成19年） | 6,989              | 4.1%           |
| 2008年（平成20年） | 6,638              | -5.0%          |
| 2009年（平成21年） | 7,250              | 9.2%           |
| 2010年（平成22年） | 6,785              | -6.4%          |
| 2011年（平成23年） | 6,679              | -1.6%          |
| 2012年（平成24年） | 7,316              | 9.5%           |
| 2013年（平成25年） | 8,167              | 11.6%          |
| 2014年（平成26年） | 8,457              | 3.6%           |
| 2015年（平成27年） | 8,726              | 3.2%           |
| 2016年（平成28年） | 9,054              | 3.8%           |

### 各年度1日平均上車人次（東橫線廢除前）
近年的1日平均上車人次推移如下表。
| 年度               | 東京急行電鐵 | 橫濱市營 地下鐵 | 來源               |
| ------------------ | ------------ | --------------- | ------------------ |
| 1979年（昭和54年） |              | 1,266           |                    |
| 1980年（昭和55年） | 3,362        | 1,357           |                    |
| 1981年（昭和56年） | 3,233        | 1,126           |                    |
| 1982年（昭和57年） | 3,274        | 1,139           |                    |
| 1983年（昭和58年） | 3,082        | 1,255           |                    |
| 1984年（昭和59年） | 2,926        | 1,655           |                    |
| 1985年（昭和60年） | 2,770        | 2,263           |                    |
| 1986年（昭和61年） | 2,847        | 2,373           |                    |
| 1987年（昭和62年） | 2,839        | 1,718           |                    |
| 1988年（昭和63年） | 3,025        | 1,950           |                    |
| 1989年（平成元年） | 3,348        | 2,166           |                    |
| 1990年（平成02年） | 3,153        | 2,025           |                    |
| 1991年（平成03年） | 3,298        | 2,132           |                    |
| 1992年（平成04年） | 3,320        | 2,283           |                    |
| 1993年（平成05年） | 3,426        | 2,715           |                    |
| 1994年（平成06年） | 3,277        | 2,649           |                    |
| 1995年（平成07年） | 3,221        | 2,688           | [ 乗降データ 3 ]   |
| 1996年（平成08年） | 3,126        | 2,778           |                    |
| 1997年（平成09年） | 3,068        | 2,943           |                    |
| 1998年（平成10年） | 3,130        | 2,941           | [ 神奈川県統計 1 ] |
| 1999年（平成11年） | 3,286        | 2,875           | [ 神奈川県統計 2 ] |
| 2000年（平成12年） | 3,342        | 2,749           | [ 神奈川県統計 2 ] |
| 2001年（平成13年） | 3,374        | 2,742           | [ 神奈川県統計 3 ] |
| 2002年（平成14年） | 3,379        | 2,795           | [ 神奈川県統計 4 ] |
| 2003年（平成15年） | 3,293        | 2,897           | [ 神奈川県統計 5 ] |

### 各年度1日平均上車人次（東橫線廢除後）
| 年度               | 橫濱市營 地下鐵 | 來源                |
| ------------------ | --------------- | ------------------- |
| 2004年（平成16年） | 3,001           | [ 神奈川県統計 6 ]  |
| 2005年（平成17年） | 3,136           | [ 神奈川県統計 7 ]  |
| 2006年（平成18年） | 3,242           | [ 神奈川県統計 8 ]  |
| 2007年（平成19年） | 3,433           | [ 神奈川県統計 9 ]  |
| 2008年（平成20年） | 3,271           | [ 神奈川県統計 10 ] |
| 2009年（平成21年） | 3,571           | [ 神奈川県統計 11 ] |
| 2010年（平成22年） | 3.359           | [ 神奈川県統計 12 ] |
| 2011年（平成23年） | 3,312           | [ 神奈川県統計 13 ] |
| 2012年（平成24年） | 3,629           | [ 神奈川県統計 14 ] |
| 2013年（平成25年） | 4,056           | [ 神奈川県統計 15 ] |
| 2014年（平成26年） | 4,200           | [ 神奈川県統計 16 ] |
| 2015年（平成27年） | 4,340           | [ 神奈川県統計 17 ] |
| 2016年（平成28年） | 4,503           |                     |

備註
1. ↑  2004年1月30日まで

## 歷史
- 1928年5月18日：東京橫濱電鐵之東橫線高島站開業。
- 1928年8月3日：改稱本橫濱站。
- 1931年1月20日：改稱高島町站。
- 1976年9月4日：橫濱市營地下鐵之車站開業。
- 2004年1月31日：因應横濱高速鐵道港未來線的啟用，東急東橫線與該線直通運轉，因此東橫線本站停用。
- 2007年5月12日：車站開始使用月台閘門。

另外，國鐵京濱線（現京濱東北線）又曾設立高島町站，後來橫濱站啟用後停用。
- 1914年12月20日：國鐵京濱線開始使用，設高島町站。
- 1915年8月15日：橫濱站啟用，本站停止運作。

## 相鄰車站
橫濱市營地下鐵
 藍線（3號線）
■快速
通過
■普通
櫻木町（B18）－高島町（B19）－橫濱（B20）

### 曾經存在的路線
東京急行電鐵
■東橫線
■特急、□通勤特急、■急行
通過
■各站停車
橫濱－高島町－櫻木町

## 關連條目
- 日本鐵路車站列表

## 外部連結
- 高島町站 （页面存档备份，存于） - 橫濱市交通局（日語）